# پایده
پایده (به استونیایی: Paide) نام شهر کوچکی است در کشور استونی، جمعیت آن در ژِانویه ۲۰۲۰ برابر با ۷٬۷۹۳ نفر بود و مساحت آن ۱۰٬۰۳۶ کیلومتر مربع است.
پایده زادگاه آهنگساز معروف استونیایی آروو پارت است.

## نگارخانه

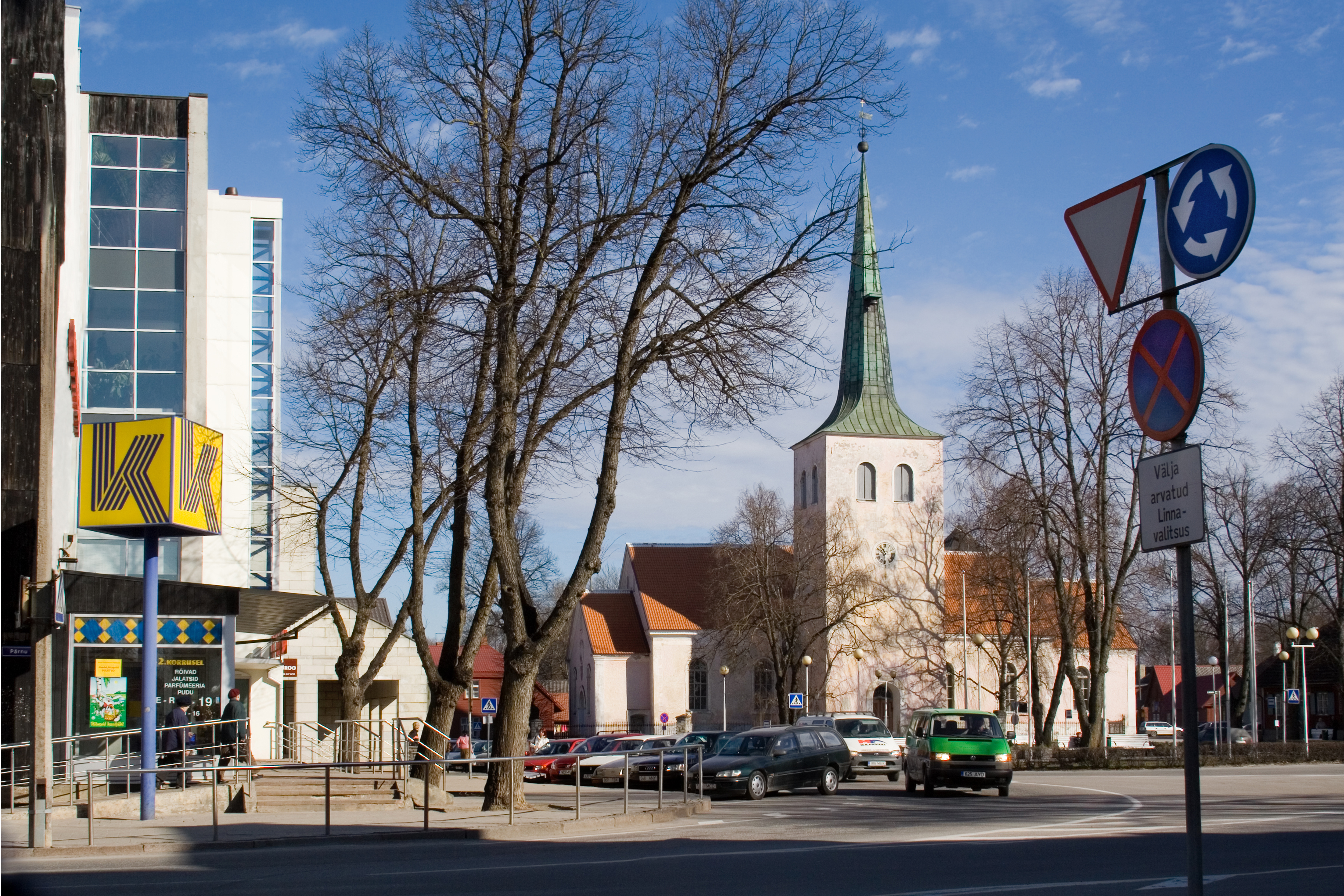
میدان شهر
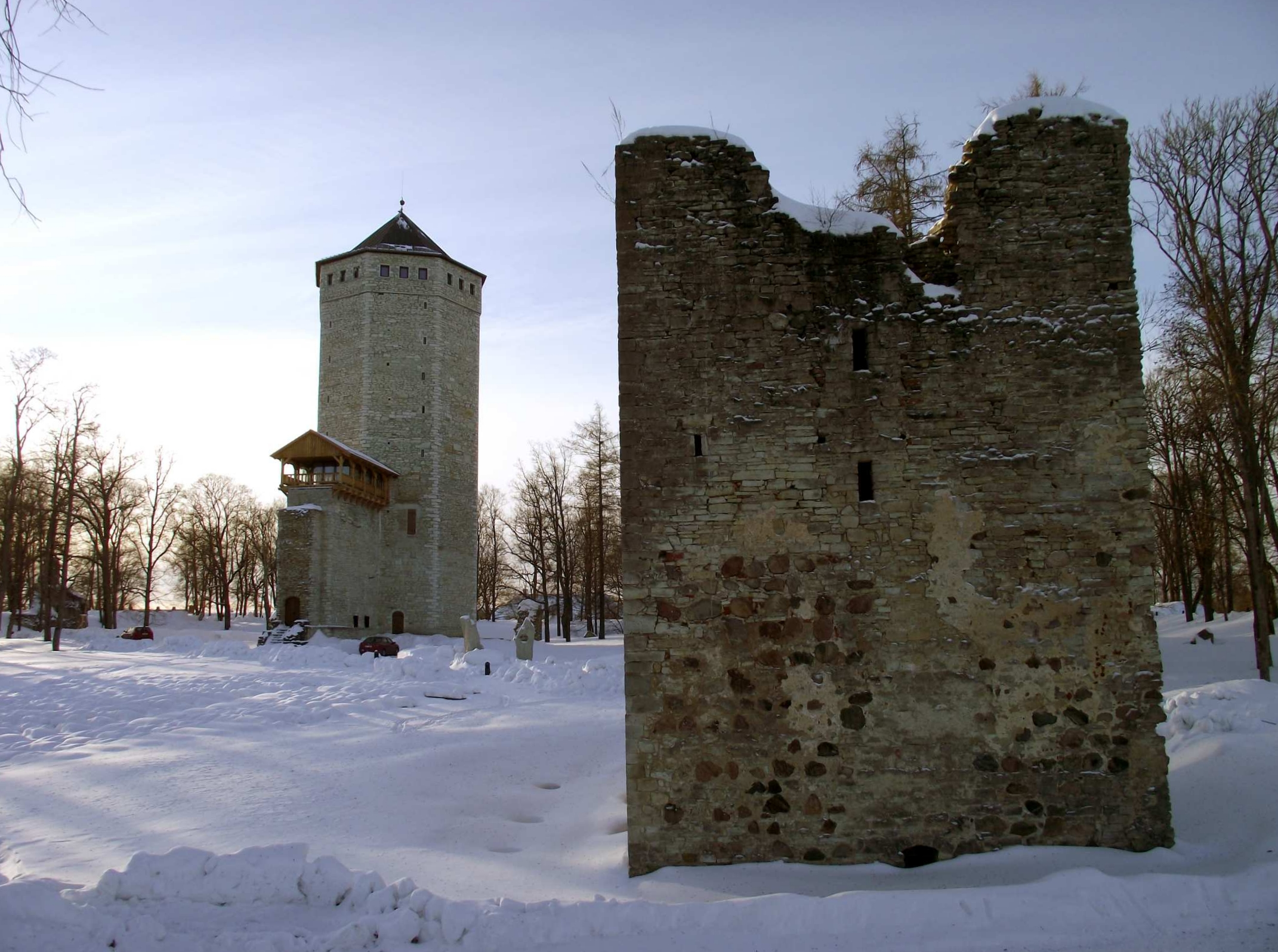
قلعه پایده در زمستان
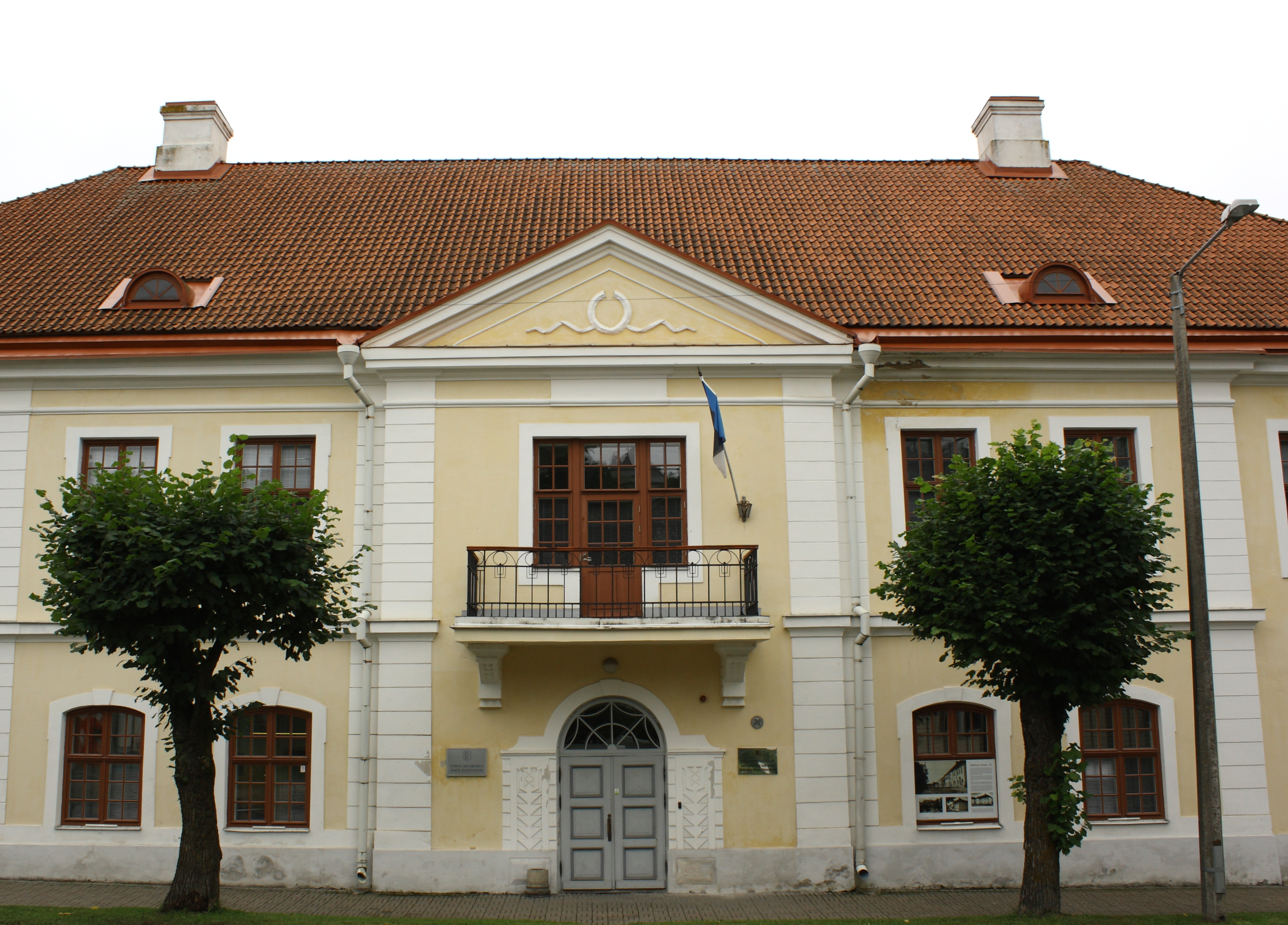
ساختمان دادگاه
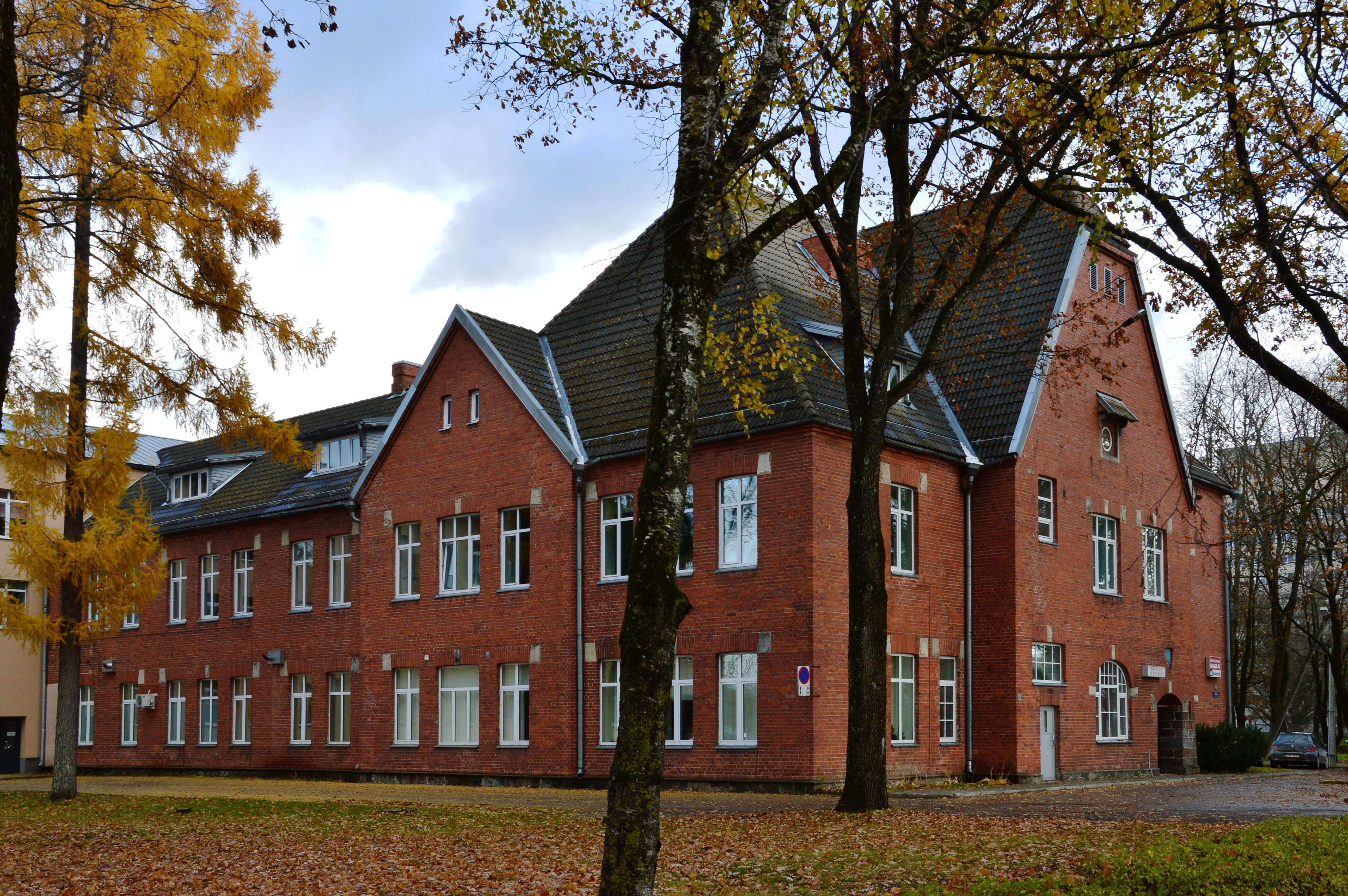
کلینیک بیمارستان (دبیرستان خصوصی سابق دختران آلمانی)
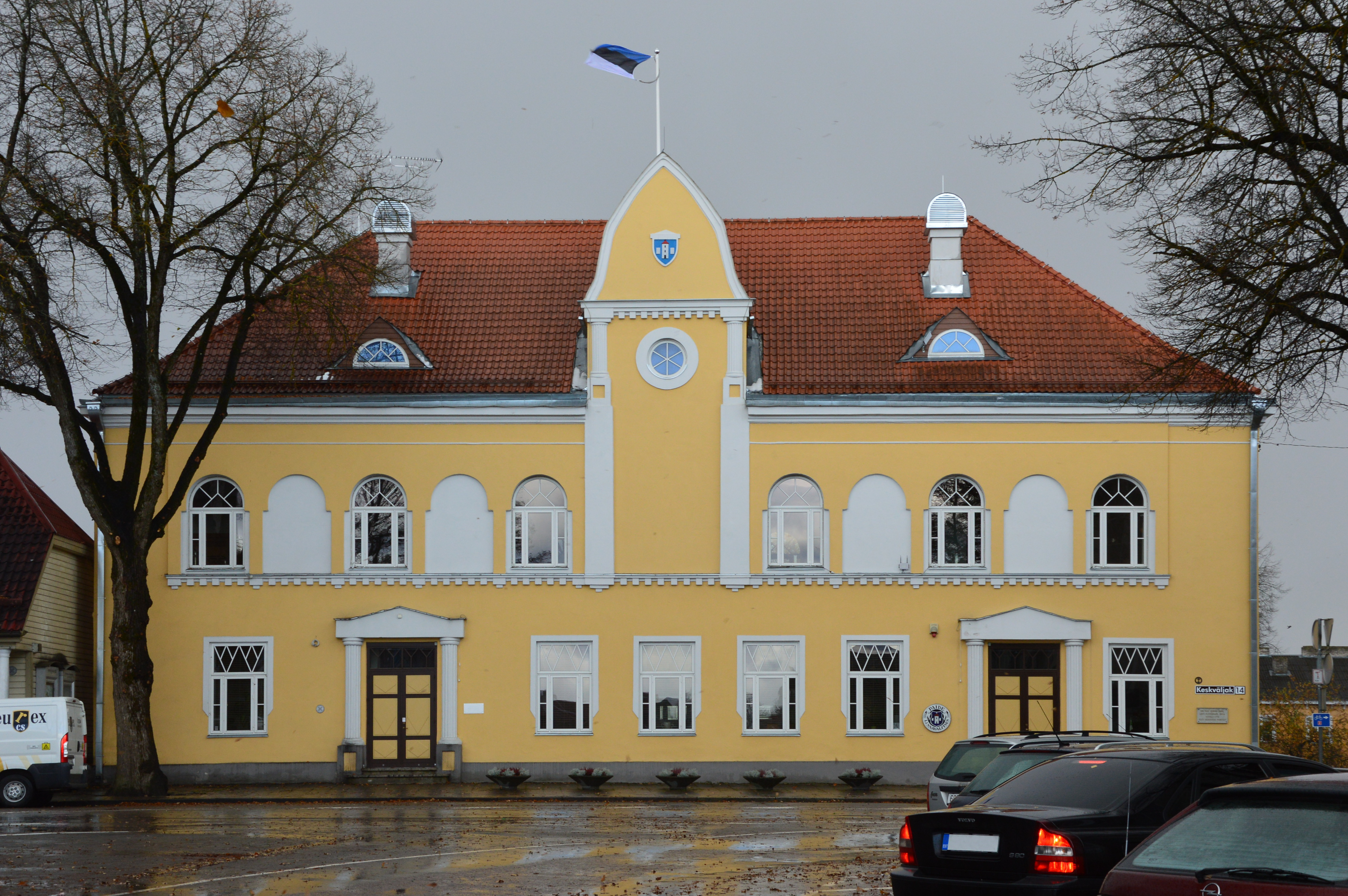
تالار شهر پایده
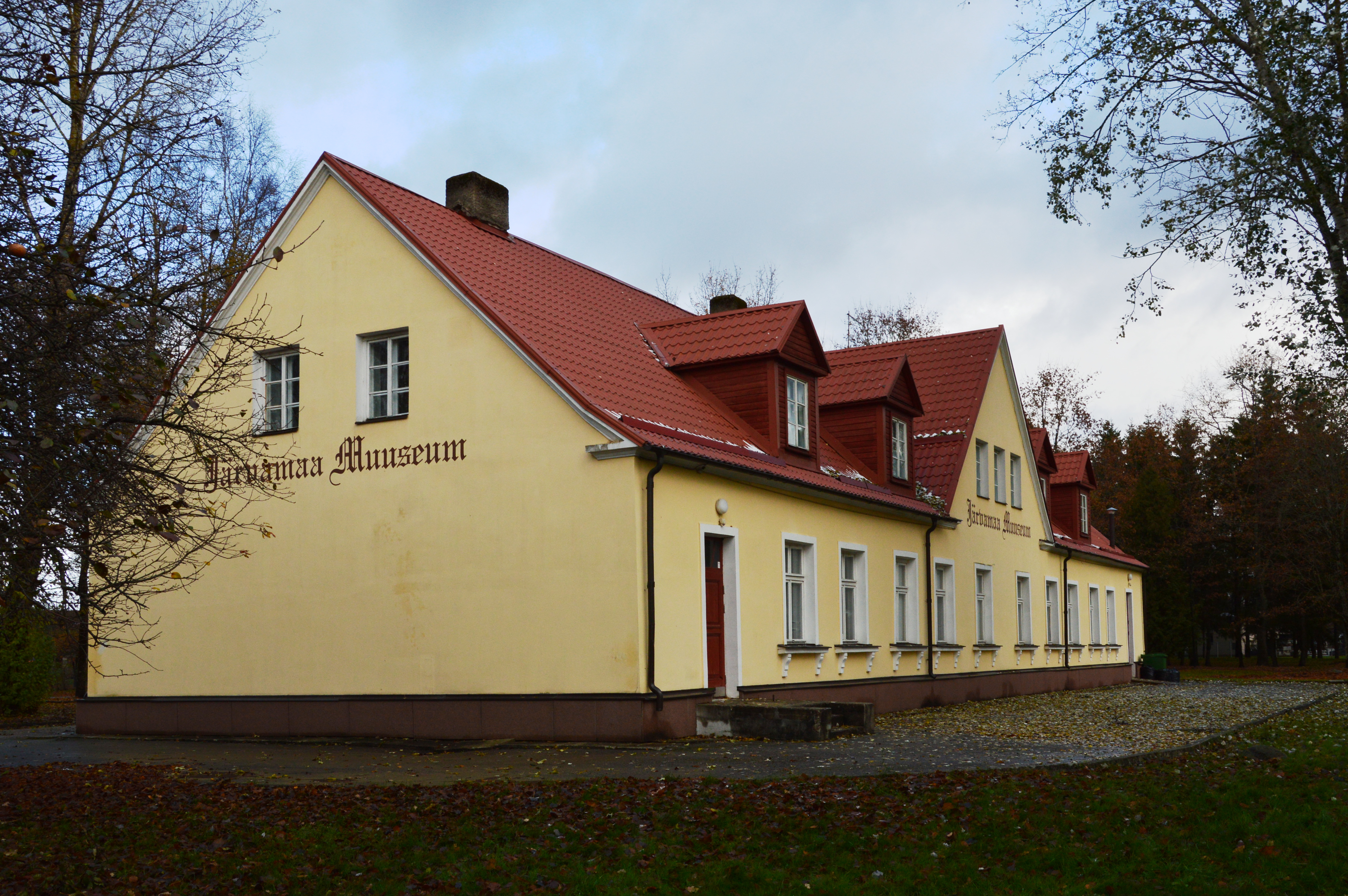
موزه یرواما
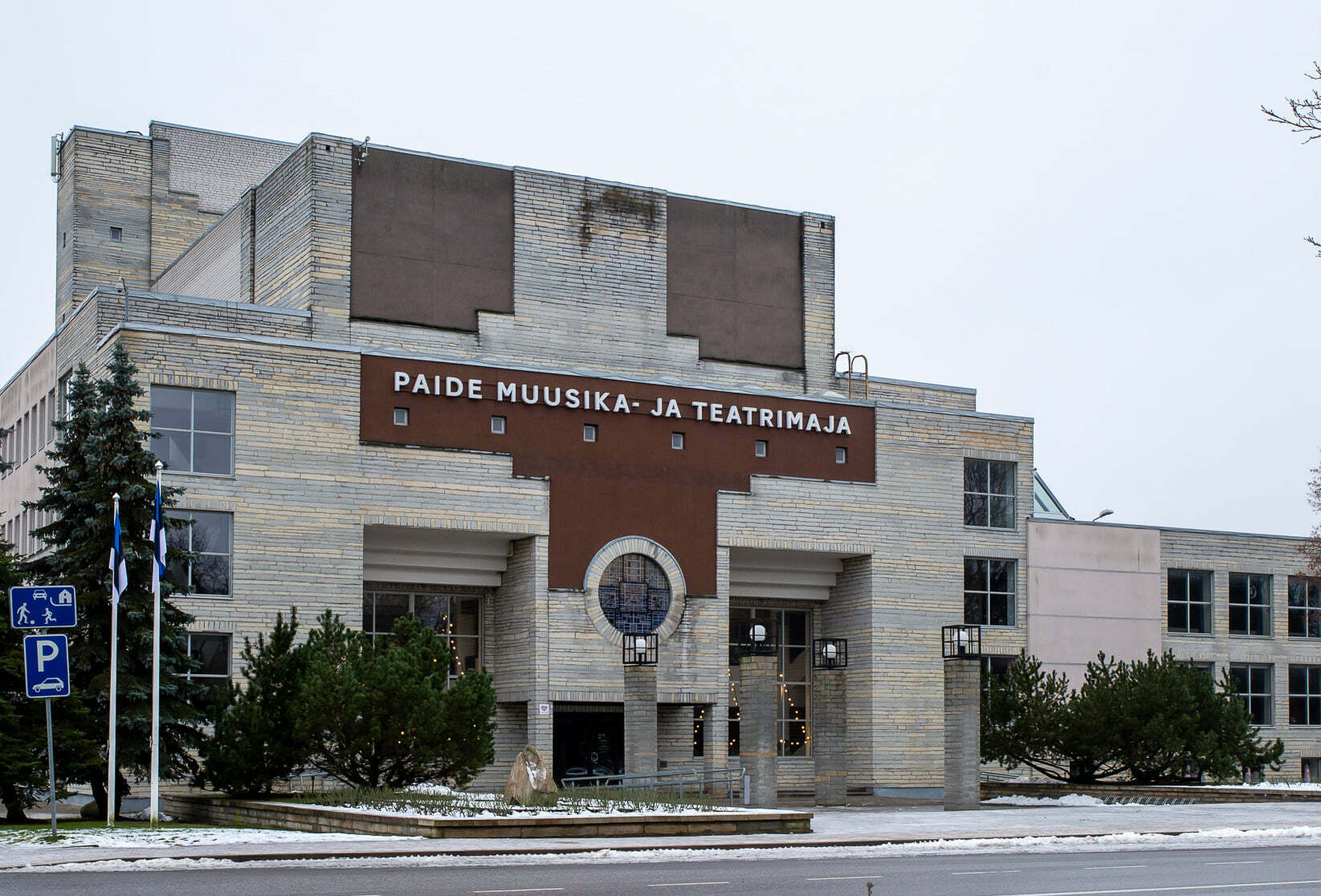
خانه موسیقی و تئاتر

## شهرهای خواهر خوانده
- آنابرگ-بوخ‌هولز - آلمان
- Fredensborg-Humlebæk - دانمارک
- Håb - سوئد
- Hamina - فنلاند
- هاویرژو - جمهوری چک
- Mažeikiai - لیتوانی
- پریاسلاف - اوکراین
- Saldus - لتونی
- وستمینستر، مریلند - ایالات متحده